# ECA-Siedlung Hannover-Mittelfeld

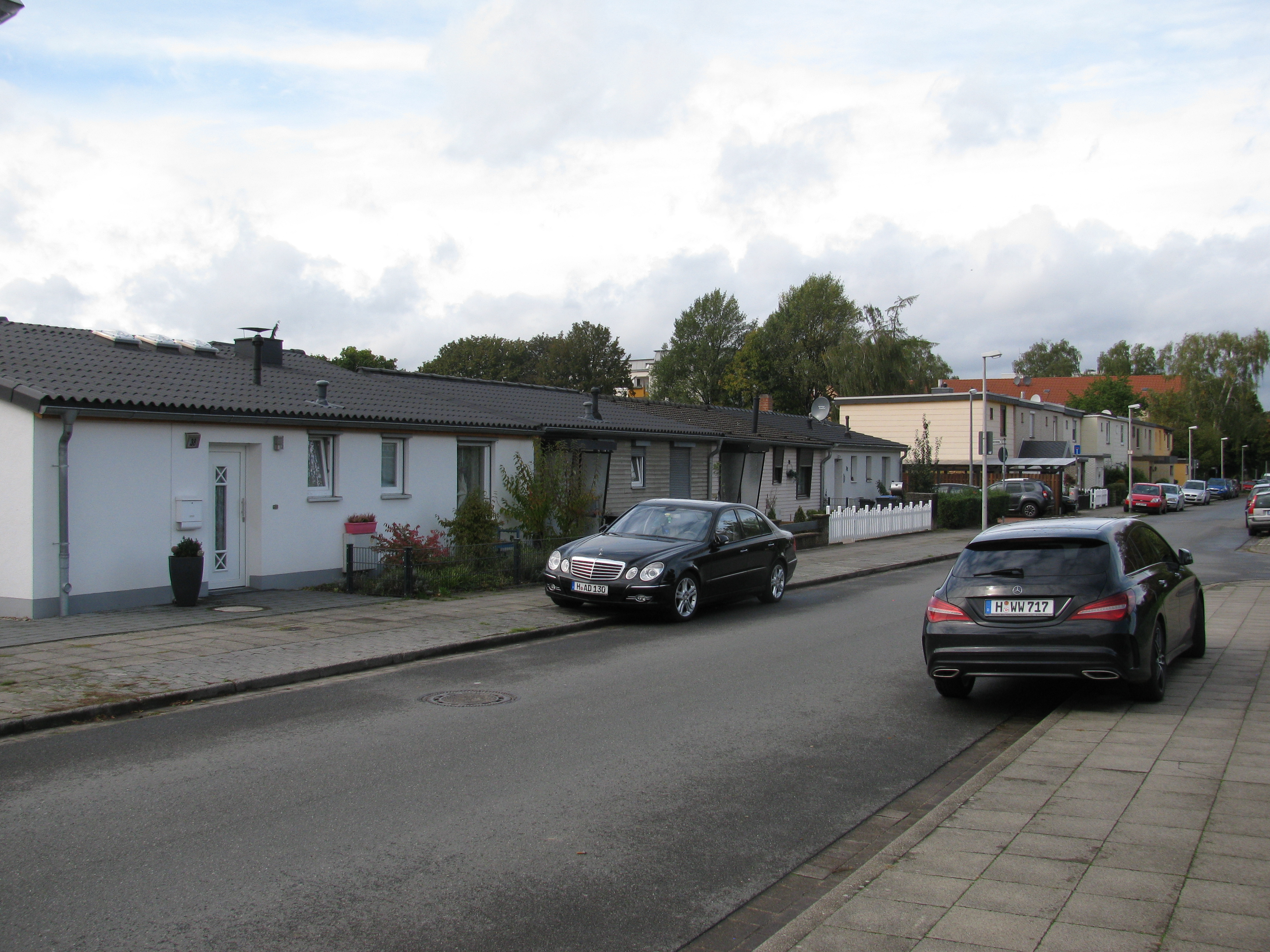
Zwei Bautypen an der Thaerstraße: eingeschossige und zweigeschossige Einfamilienhäuser

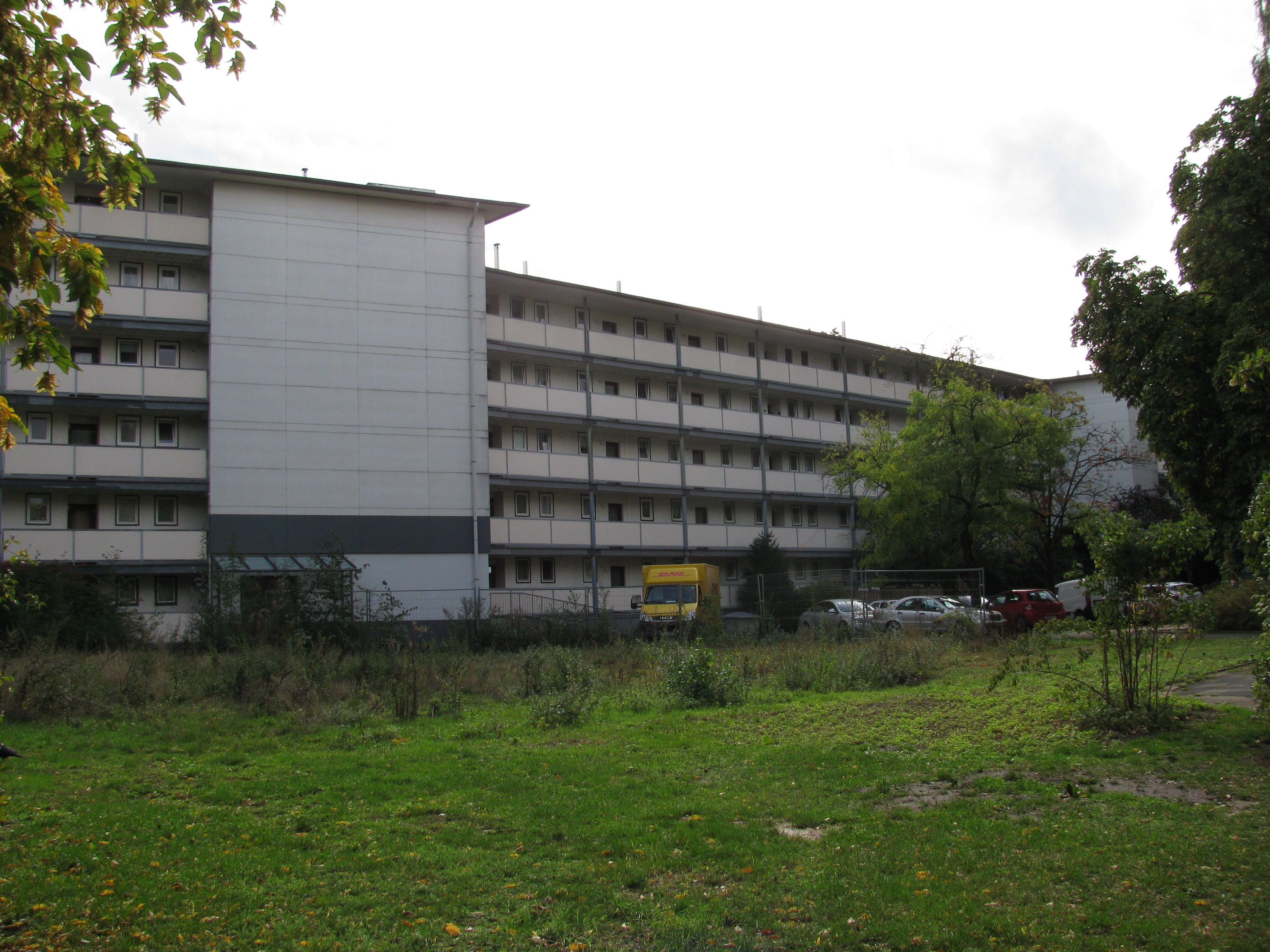
Sechsgeschossiges Laubenganghaus am Washingtonweg

Die ECA-Siedlung in Hannover, auch Amerika-Viertel genannt, ist ein Anfang der 1950er Jahre errichtetes Wohngebiet, das als „beispielhafter sozialer Wohnungsbau“ und Versuchs-Siedlung im hannoverschen Stadtteil Mittelfeld mit fast 300 Wohnungen auf zuvor weitgehend unbebauten Ackerflächen entstand. Neben der Schaffung von Wohnraum suchte das Wohnungsbauprogramm seinerzeit vor allem Entwürfe und Baustoffe, die „wesentliche Ersparnisse an Zeit und Geld ermöglichten.“

## Geschichte und Beschreibung
Nachdem durch die Luftangriffe auf Hannover während des Zweiten Weltkrieges sowie durch Flüchtlingsbewegungen vor allem von Familien aus Schlesien bis in die Nachkriegszeit eine große Wohnungsnot vorherrschte, wurden im Anschluss an die Nachbarschaftssiedlung am Mittelfelde im Jahr 1951 Pläne für eine ECA-Siedlung in Mittelfeld entwickelt.
In der Landeshauptstadt Hannover, deren Stadtverwaltung zur Bebauung ein Gelände nahe dem Messegelände zur Verfügung gestellt hatte, wurde hierzu ein Architektenwettbewerb ausgeschrieben. Ein international besetzter Bewertungsausschuss entschied sich in der Folge und unter Vorbehalt für die – prämierten – Entwürfe der Architekten Konstanty Gutschow und dem seinerzeit in Hamburg wirkenden Friedrich Spengelin, während die Bauausführung durch die Baufirma Friedrich Eickhoff erfolgen sollte. Zuvor sollte jedoch Margarete Müller vom Institut für Bauforschung der Universität Hannover die Pläne sichten. Die von Müller anschließend festgestellten nicht unerheblichen Mängel bei den Grundrissen und in der Konstruktion wurden zunächst jedoch nicht beachtet.
So entstanden in kurzer Folge rund 200 Gebäude, die im Rahmen eines Sonderbauprogramms unter Verwendung von ERP-Mitteln und mit Geldern aus dem Marshallplan sehr zügig und mit sparsamem Einsatz von Baustoffen errichtet wurden. Dabei entstanden insgesamt 112 eingeschossige sowie 76 zweigeschossige Einfamilienhäuser sowie ein langgezogener Riegel eines sechsgeschossigen Laubenganghauses.
Sehr schnell zeigten die Gebäude jedoch die von Margarete Müller prognostizierten baulichen Mängel, so dass „nach zweijährigem Kompetenzgerangel zwischen Architekten, Bauunternehmern, Bauträgern etc.“ schließlich 750.000 DM zur Sanierung der Neubauten und zur Entschädigung der zur „Interessengemeinschaft der durch die ECA-Siedlung Am Mittelfeld Geschädigten“.
Margarete Müller wurde anschließend selbst als Initiatorin für die ab Mitte der 1950er Jahre errichteten Neubauten der Plano-Häuser in Hannover-Bothfeld tätig.

## Medien
- Bruno Hanne: Eine neue Heimat gefunden – Schlesier berichten von den Anfängen in ihrer neuen Heimat in der ECA-Siedlung Hannover-Mittelfeld, in Kooperation mit der Kulturinitiative Döhren-Wülfel-Mittelfeld gedrehter, rund 60-minütiger Film mit Interviews von Zeitzeugen